# Lu Xiaoya
Lu Xiaoya (xinès simplificat: 陆小雅) (Changsha 1941 - ).Actriu, actriu de doblatge, guionista i directora de cinema xinesa. Pertany a la denominada "quarta generació" de directors xinesos.

## Biografia
Lu Xiaoya va néixer l'1 de gener de 1941 a Changsha, província de Hunan (Xina). El seu pare era professor d'universitat i la seva mare era professora de xinès de secundària. Després de graduar-se a l'escola secundària, va ser admesa a la Changying Acting Training Class (la predecessora de l'Acadèmia de Cinema de Changchun). Després de graduar-se el 1961, es va convertir en actriu al Changying Theatre Troupe and Translation Studio. De 1976 a 1978 va estudiar a l'Acadèmia de Cinema de Pequín.

#### Actriu
El 1950, va protagonitzar la seva primera pel·lícula 劉胡蘭 (Liu Hulan) , en la qual va interpretar el paper de Liu Hulan nena. A finals de 1958, a la vigília de la graduació de l'escola secundària, va ser admesa  a l'escola teatral de Changying (el predecessor de la Changchun Film Academy). El 1961, després de graduar-se va treballar com a actriu al Changchun Studio Actors Troupe and Translation Studio. Va interpretar papers en films com 黨的女兒 (The Daughter of the Party) de  Lin Nong, produïda per Changchun Film Studio.   També ha treballat com actriu  de doblatge per a desenes de pel·lícules estrangeres i en algunes obres dec teatre.
Durant la Revolució Cultural, va ser enviada a treballar a una impremta de Changying  i posteriorment a uns estudis cinematogràfics, (Emei Film Studio).

#### Directora
Segons va explicar en una entrevista la seva afició al cinema va començar quan de petita els seus pares la van portar a veure pel·lícules com "La quimera de l'or" de Charles Chaplin.
El 1979 va dirigir la seva primera pel·lícula  飞向未来 (Flying to the Future) i el 1980 amb Chong Lianwen va  filmar 飞向未来 (Inside and Out of the Court), on hi va  treballar Tian Hua  una de les actrius més famoses dels anys 60. La pel·lícula va ser  nominada al premi al millor llargmetratge dels premis Gall d'Or (Jinji Jiang) i va guanyar el premi al millor cinema (premi Huabiao) del Ministeri de Cultura de la Xina.
El 1982, va dirigir el llargmetratge "Entre ells". L'any 1985, va adaptar al cinema la novel·la "没有纽扣的红衬衫" de l'escriptora Tie Ning, amb el títol 红衣少女 (The Girl in Red) que va guanyar el premi a la millor pel·lícula al 5th Golden Rooster Award i el premi a la millor pel·lícula als 8th Hundred Flowers Awards, sent l'inici de la seva popularitat com a directora, amb una important presència en el mitjans de comunicació, i fins i tot, la camisa vermella de la protagonista, de la pel·lícula An Ran,  es va convertir en un vestit de moda per a les noies del moment.
El 1987, va dirigir (i va escriure) la pel·lícula dramàtica 红与白 (Red and White), i el 1989, la pel·lícula dramàtica 热恋 Unrequited Love).
El 1989, després de dirigir Unrequited Love ,Lu no va filmar durant molt de temps. L'any 1993, el seu marit va ser diagnosticat amb càncer i ella es va quedar amb el marit i va rebutjar moltes oportunitats de feina.
El 2001, va començar a ensenyar i donar conferències a l'Acadèmia d'Arts Escèniques de Guangdong ATV, l'Institut d'Informació de Shenzhen, la Universitat de Shenzhen, la Universitat de Sichuan i altres universitats.
El 2017, Lu Xiaoya va tornar i va dirigir (i va escriure) la pel·lícula dramàtica 难以置信  (Beyond Belief).

## Filmografia destacada
| Any  | Títol xinès  | Títol anglès         |
| 1979 | 飞向未来     | Flying to the Future |
| 1980 | 法庭内外     | In and Out of Court  |
| 1982 | 我在他们中间 | I Am Among Them      |
| 1985 | 红衣少女     | The Girl in Red      |
| 1987 | 红与白       | Red and White        |
| 1989 | 热恋         | Unrequited Love      |
| 2017 | 难以置信     | Beyond Belief        |